# Guglielmo Panzetti
Guglielmo Panzetti (San Martino Buon Albergo, 1º agosto 1906 – ...) è stato un calciatore italiano, di ruolo difensore.

## Carriera
Giocò in Serie A con l'Alessandria e con altre squadre in Serie B.

## Palmarès

### Club

#### Competizioni nazionali
- Prima Divisione: 1

Pavia: 1932-1933
- Serie C: 1

Catanzarese: 1935-1936